# Llista de doctors honoris causa per la Universitat Politècnica de Catalunya
Llista de persones investides com a doctors honoris causa per la Universitat Politècnica de Catalunya (actualitzada a desembre de 2021).
- Ricard Bofill Leví (2021)
- Alessio Figalli (2019)
- Evert Hoek (2019)
- Margaret H. Hamilton (2018)
- Donald R. Korb (2018)
- Kip S. Thorne (2017)
- Amal Hadweh (2016)
- Barbara Jane Liskov (2012)
- David R. J. Owen (2012)
- Carlos F. Daganzo (2012
- Juli Esteban (2011)
- Manuel Ramón Llamas (2010)
- José Antonio Martín Pereda (2009
- Michael Atiyah (2008)
- Juan Ignacio Cirac (2007)
- Sergio Verdú (2005)
- Amable Liñán Martínez (2004)
- Gregorio López Raimundo, Maria Salvo i Agustí de Semir. En homenatge a la lluita antifranquista (2004)
- Jay M. Enoch (2002)
- John L. Hennessy (2002)
- Federico Mayor Zaragoza (2000)
- Juan Soto Serrano (2000)
- José Antonio Jiménez Salas (1999)
- Romano Prodi (1998)
- Victoriano Muñoz Oms (1993)
- Jan Willem de Leeuw (1992)
- Peter F. Drucker (1990)
- Josep Noguera i Farreras (1989)
- Amadou-Mahtar M'Bow (1987)
- Nicolas Fedoroff (1986)
- Norman E. Borlaug (1986)
- José Antonio Torroja Cavanillas (1984)
- Josep Lluís Sert (1981)
- Jean Marie Ducrot (1979)
- Franz Monfort (1979)
- Helmut Zahn (1979)
- Lluís A. Santaló Sors (1977)
- George R. Collins (1977)

## Font
- Llistat de doctors i doctores honoris causa a la web de la Universitat Politècnica de Catalunya